# Čertův mlýn (Moravskoslezské Beskydy)
Čertův mlýn (německy Teufelsmühle) je pátá (po Lysé hoře, Smrku, Kněhyni a Malchoru) nejvyšší hora Moravskoslezských Beskyd, nacházející se 2,5 km východně od Pusteven. Vrchol hory je nejvyšším bodem okresu Vsetín a celého Zlínského kraje. Zalesněno smrkovým lesem, bez výhledů. Celá vrcholová část je součástí NPR Kněhyně - Čertův Mlýn, nejrozsáhlejší rezervace v Moravskoslezských Beskydech, vyhlášené roku 1982 na ploše 195 ha kvůli ochraně přirozených vrcholových smrčin.
Název vznikl podle pověsti, že ve žlabu nedaleko vrcholu postavil čert mlýn. Ve skutečnosti se jedná o ukázku odsedání bloků tzv. godulského pískovce.

## Přístup
Vrchol je přístupný po červené značce z Pusteven přes Tanečnici, kterou kopíruje i zimní lyžařská trasa (celkem 3 km). O něco kratší varianta vede z Pusteven po zelené značce do rozcestí Tanečnice - sedlo a dále po zmíněné červené (2,5 km).

## Okolí
Nedaleko vrcholu se nachází skalní útvar Čertův stůl, leží však mimo značené cesty a z důvodu ochrany území je nepřístupný.
V sedle mezi Kněhyní a Čertovým mlýnem se nachází pomník Partyzánské brigády Jana Žižky, která zde působila na podzim roku 1944. Činnost brigády dokládají zbytky bunkru nedaleko pomníku a také pomníček partyzánky Růženy Valentové u studánky, vzdálené 500 m východně od sedla.